# Aldeburgh
Aldeburgh (/ ˈɔːlbərə / AWL-bər-ə) je anglické město ležící na pobřeží Severního moře v hrabství Suffolk na sever od řeky Alde.
Město bylo domovem skladatele Benjamina Brittena a je centrem anglického festival hudby a umění Aldeburgh Festival, který založil Britten v roce 1948. Festival se každoročně koná v okolí Aldeburghu, zvláště pak v koncertní síni v nedalekém Snape Maltings. Aldeburgh je celoročním uměleckým a literárním centrem, kde se každoročně pořádá Festival poezie, několika festivalů jídla a další události.
K historickým budovám města patří obecní shromaždiště ze 16. století a pevnůstka z napoleonských dob zvaná Martello Tower. Asi třetinu zdejšího bytového fondu tvoří rekreační domy, takzvané second houses neboli druhé bydlení. Návštěvníky města přitahují zdejší oblázkové pláže pyšnící se Modrou vlajkou, rybářské chýše, kde se denně prodávají čerstvé ryby, zdejší kulturní nabídka a Aldeburský jachtařský klub. Dva rodinné obchody prodávající oblíbené fish and chips jsou uváděny jako jedny z nejlepších v zemi.

## Historie
Jako tudorovský přístav získal Aldeburgh v roce 1529 za krále Jindřicha VIII. status samosprávného města. V 16. století patřil k významným anglickým přístavům a kvetl zde loďařský průmysl. Jak se však řeka Alde zanášela splavenou hlínou, nemohly zde větší lodě již kotvit a Aldeburgh přežíval převážně jen jako základna pro rybolov. Teprve v 19. století se město stalo také přímořským letoviskem. Z této doby také pochází většina jeho zvláštní architektury. Řeka Alde dnes slouží jako přístaviště Aldeburského jachtařského klubu.

## Pamětihodnosti

### Obecní shromaždiště

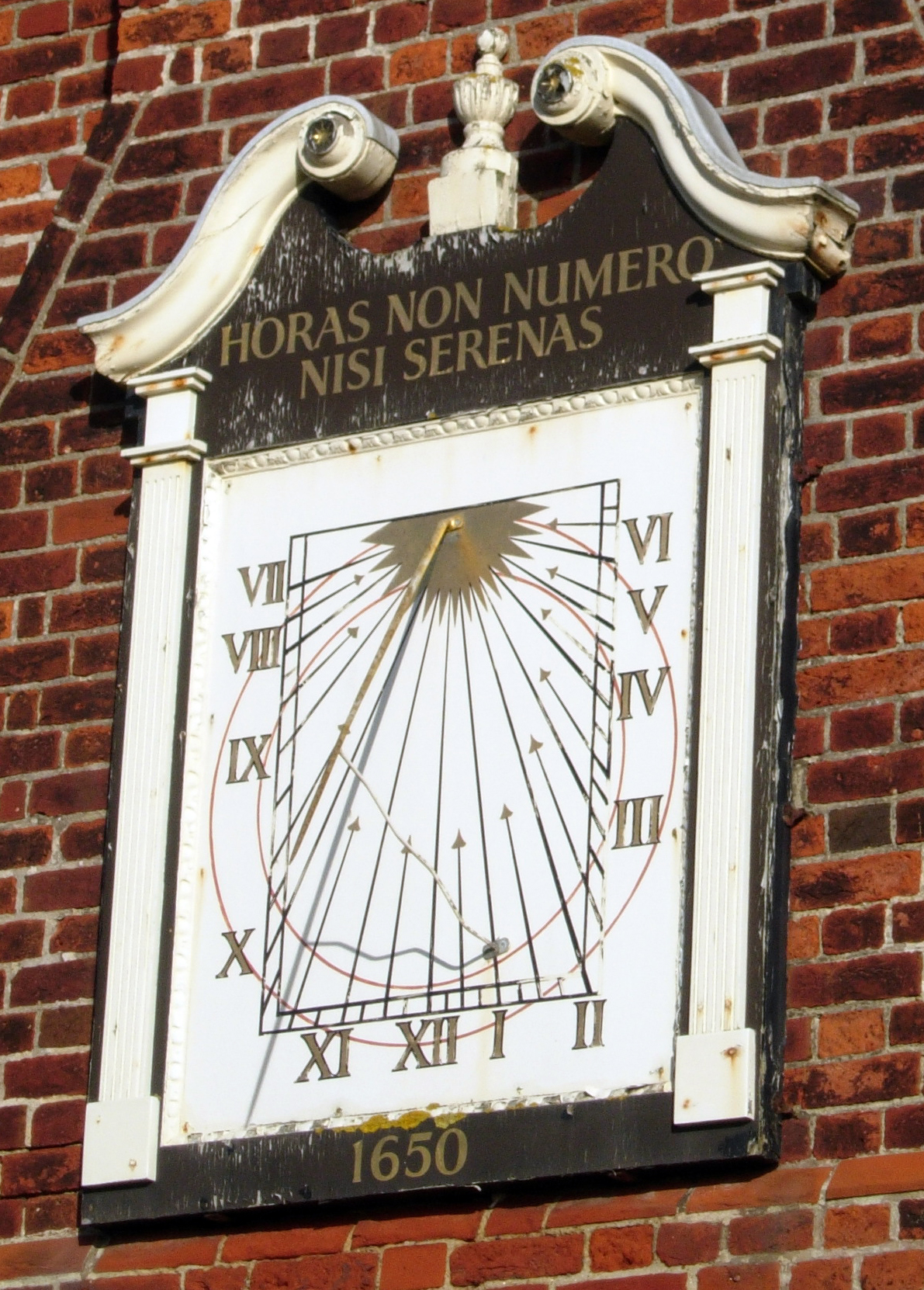
Sluneční hodiny na stěně shromaždiště

Aldeburské obecní shromaždiště neboli Moot Hall je patrová hrázděná stavba s ochranou I. stupně, tedy výjimečného zájmu, která slouží již přes 400 let ke shromážděním a jednání městské rady. Je zde umístěna kancelář městského kancelisty a místní muzeum. Shromaždiště bylo postaveno kolem roku 1520 a roku 1654 došlo k jeho přestavbě. Cihlové a kamenné výplně v přízemí jsou pozdějšího data. V letech 1854–1855 prošla budova rekonstrukcí. Rekonstruováno bylo i vnější schodiště a štíty. Ve městě je dalších 64 historických budov zapsaných na Zákonný seznam budov zvláštního architektonického nebo historického významu.

### Pevnůstka Martello Tower

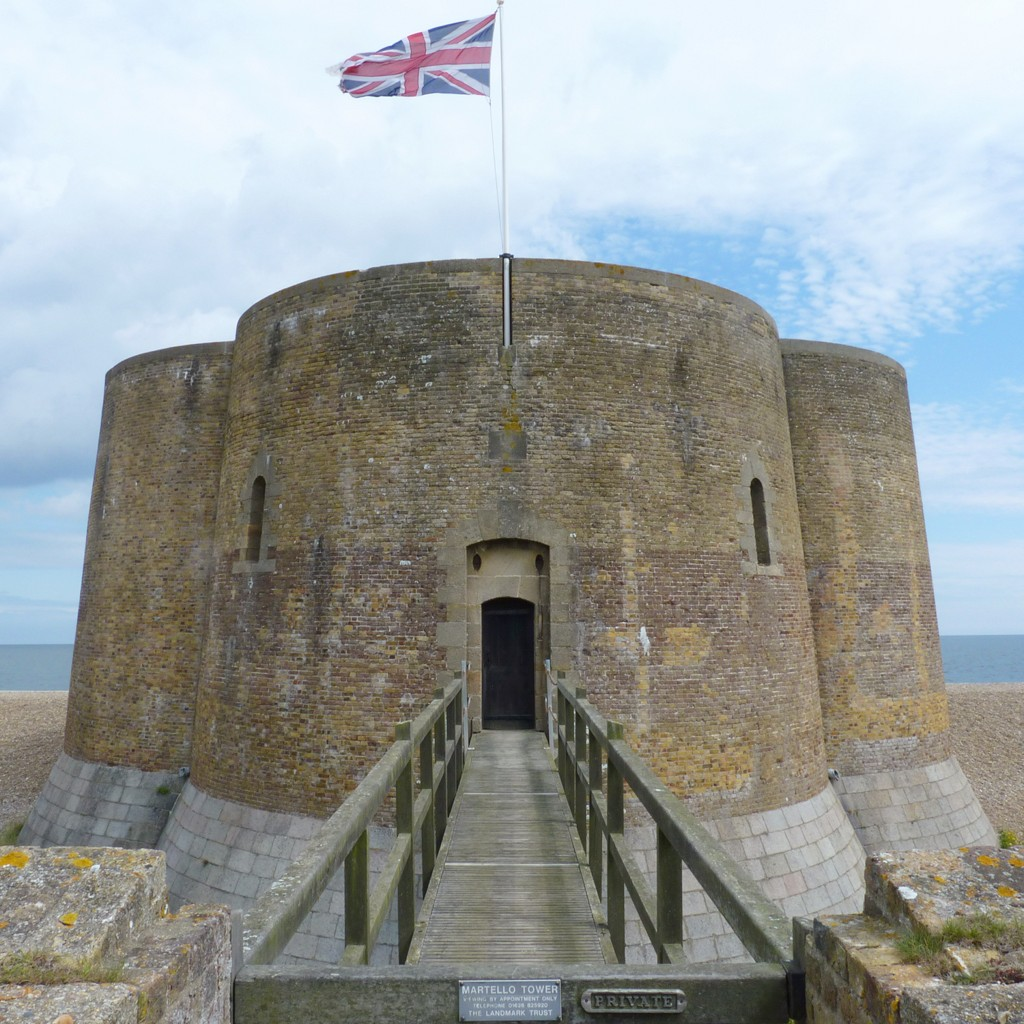
Čelní pohled na pevnůstku Martello Tower

Unikátní čtyřlist pevnůstky Martello Tower stojí na pevninské šíji vedoucí ke štěrkové kose Orford Ness. Je to největší a nejseverněji stojící ze 103 anglických obranných pevnůstek zbudovaných mezi lety 1808 a 1812, aby zadržely hrozící napoleonskou invazi. Dnes je Martello Tower v péči charitativní organizace Landmark Trust a slouží k prázdninovému ubytování.
Martello Tower je jedinou stavbou, jež se dochovala z rybářské vesnice Slaughden, kterou v roce 1936 pohřbilo rozbouřené Severní moře. Na Slaughdenském nábřeží poblíž pevnůstky lze spatřit pozůstatky rybářské lodi Ionia, která uvázla ve zrádném bahně řeky Alde a sloužila pak jako hausbót. Poté, co začala být nebezpečná, byla v roce 1974 spálena.

### Větrný mlýn Fort Green

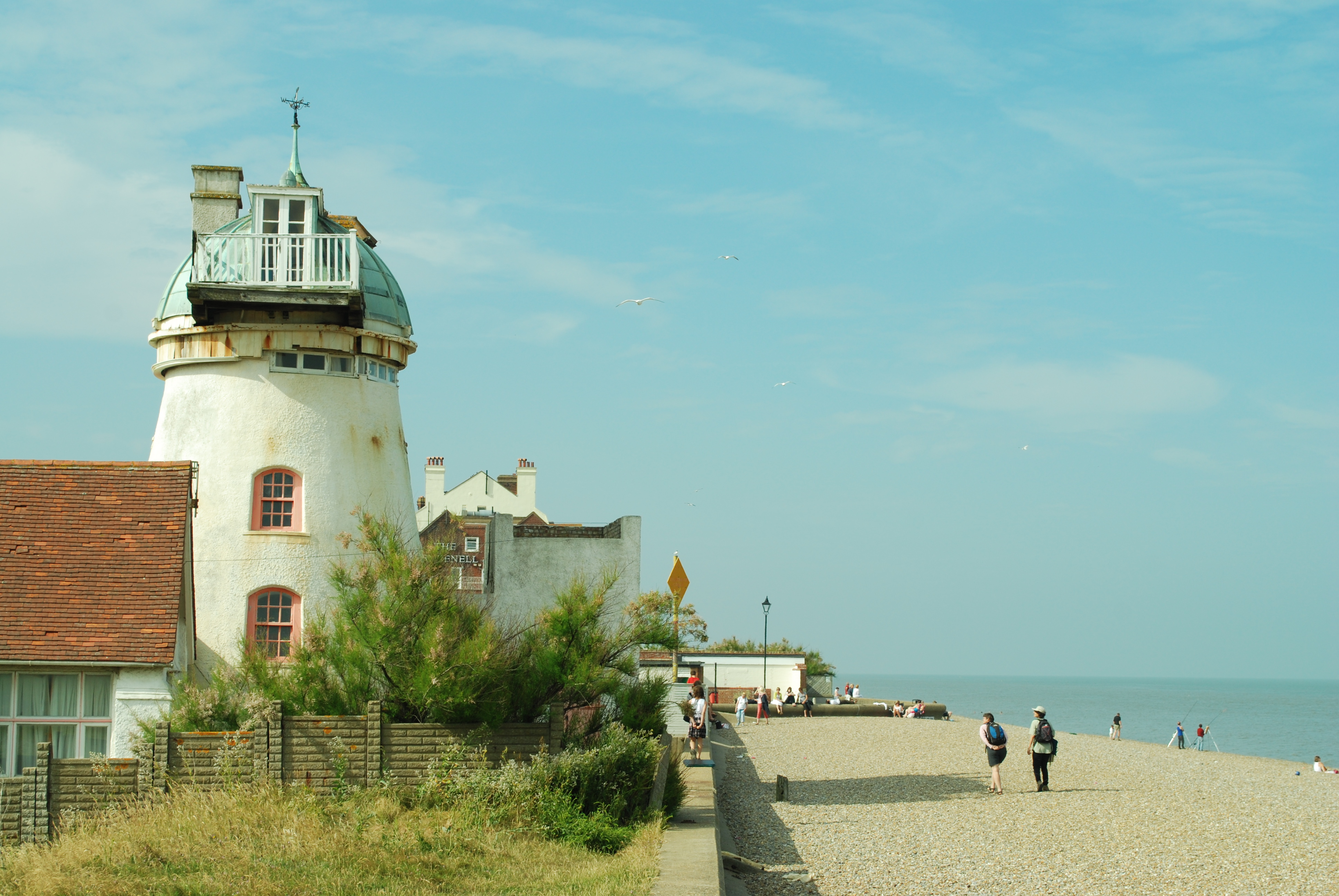
Přebudovaný větrný mlýn Fort Green

Čtyřpatrový větrný mlýn na jižním konci města byl postaven v roce 1824. Roku 1902 byl přebudován na obytný dům.

### Protitankové překážky z 2. světové války
Protitankové překážky, pozůstatek z 2. světové války, se nacházejí při Slaughden Road.

### Lastura

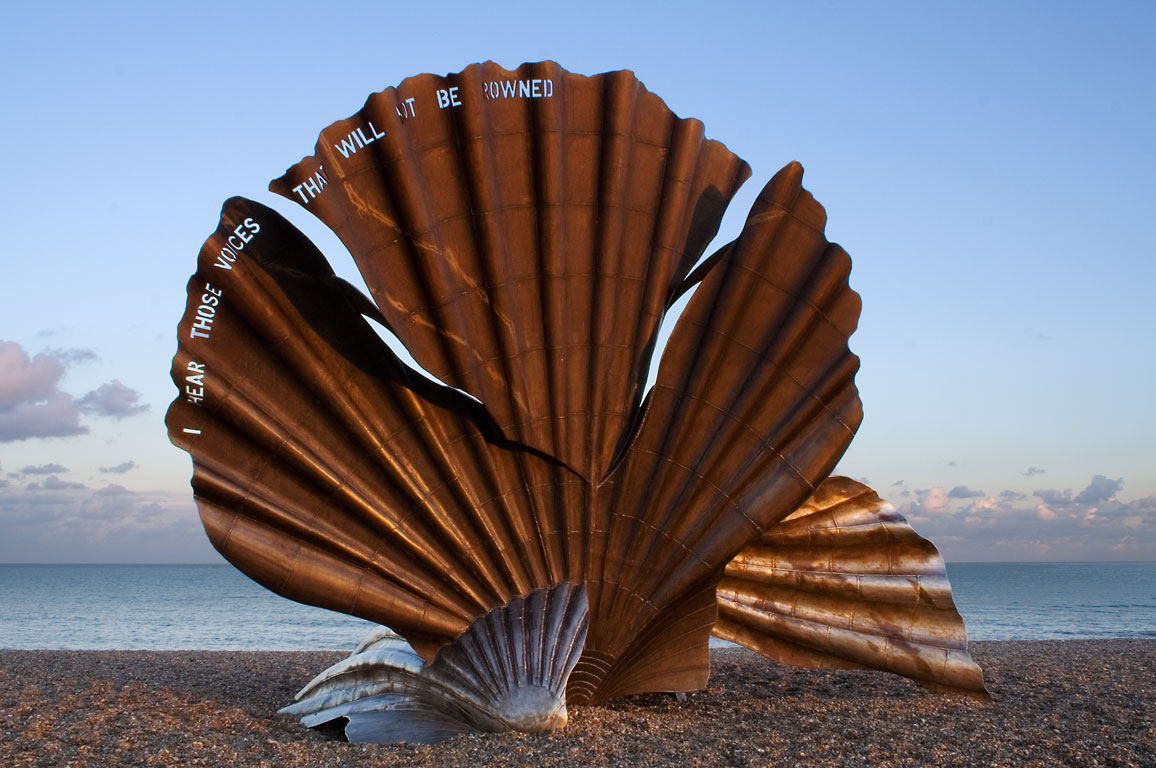
Lastura

Na Aldeburské pláži, kousek na sever od centra města, stojí socha zvaná Scallop (Lastura) zasvěcená Benjaminu Brittenovi, který se v odpoledních hodinách rád procházel po pláži. Z nerezové oceli ji vytvořila sochařka a malířka Maggi Hamblingová žijící v hrabství Suffolk. Socha je 4,6 m vysoká a byla odhalena v listopadu 2003. Sestává ze dvou vzájemně propojených skořepinových lastur, z nichž každá je rozbitá. Do svislé skořápky jsou vyřezána slova: „Slyším ty hlasy, které se neutopí,“ jež jsou převzata z Brittenovy opery Peter Grimes. Socha má být vnímána vizuálně i hmatem: lidé jsou vybízeni, aby si na ni sedli a dívali se na moře.
Svislá část skořepiny je rozdělena na tři sekce sesazené v mírně odlišných úhlech, což divákovi nabízí různé vizuální efekty podle toho, odkud sochu pozoruje.
Socha vyvolává v místě spory. Někteří zdejší obyvatelé soudí, že kazí pláž. Byla celkem třináctkrát vandalizována graffiti či barvou. Samospráva města obdržela petice za její odstranění i za její zachování.

## Významní obyvatelé

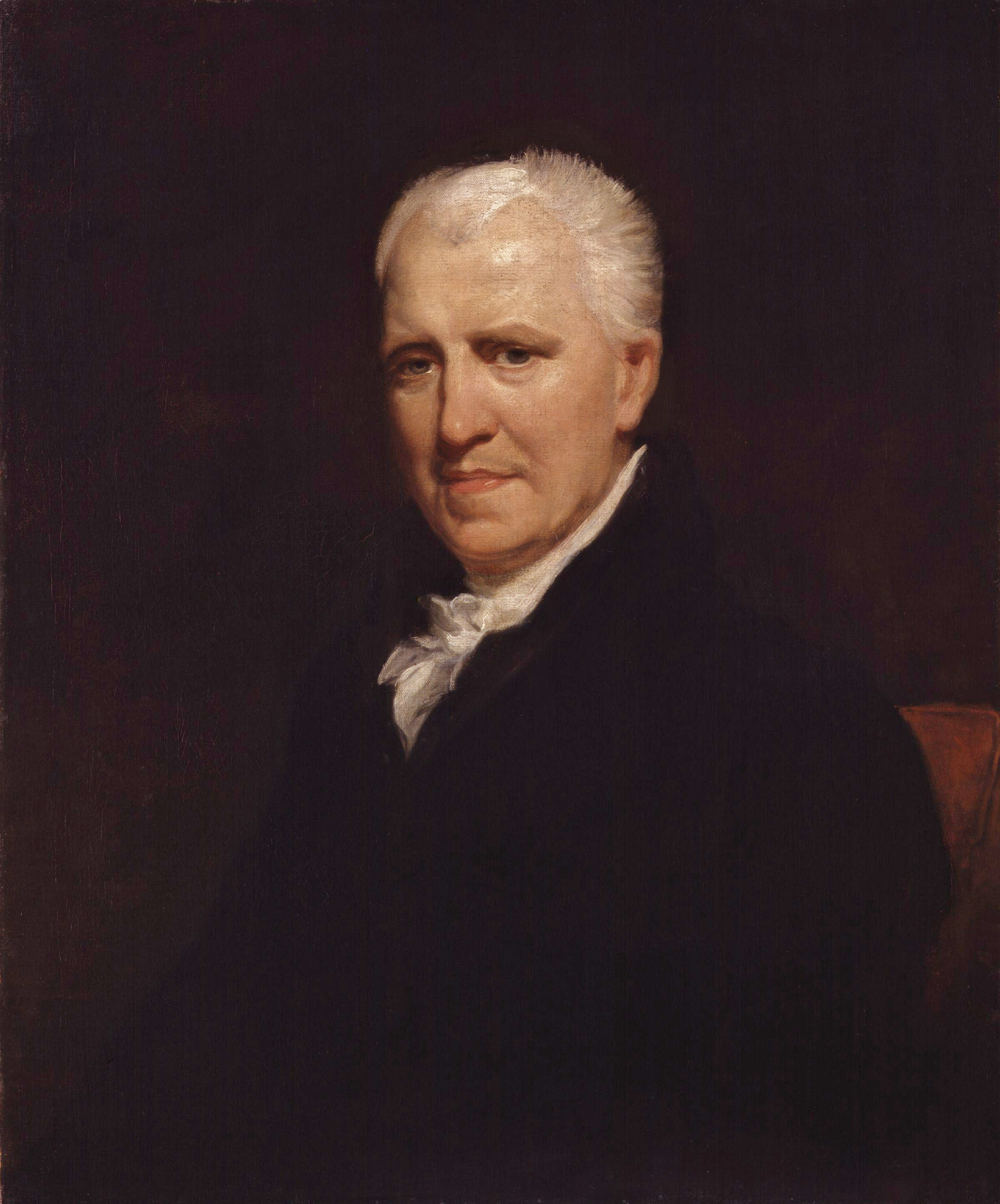
George Crabbe, 1818

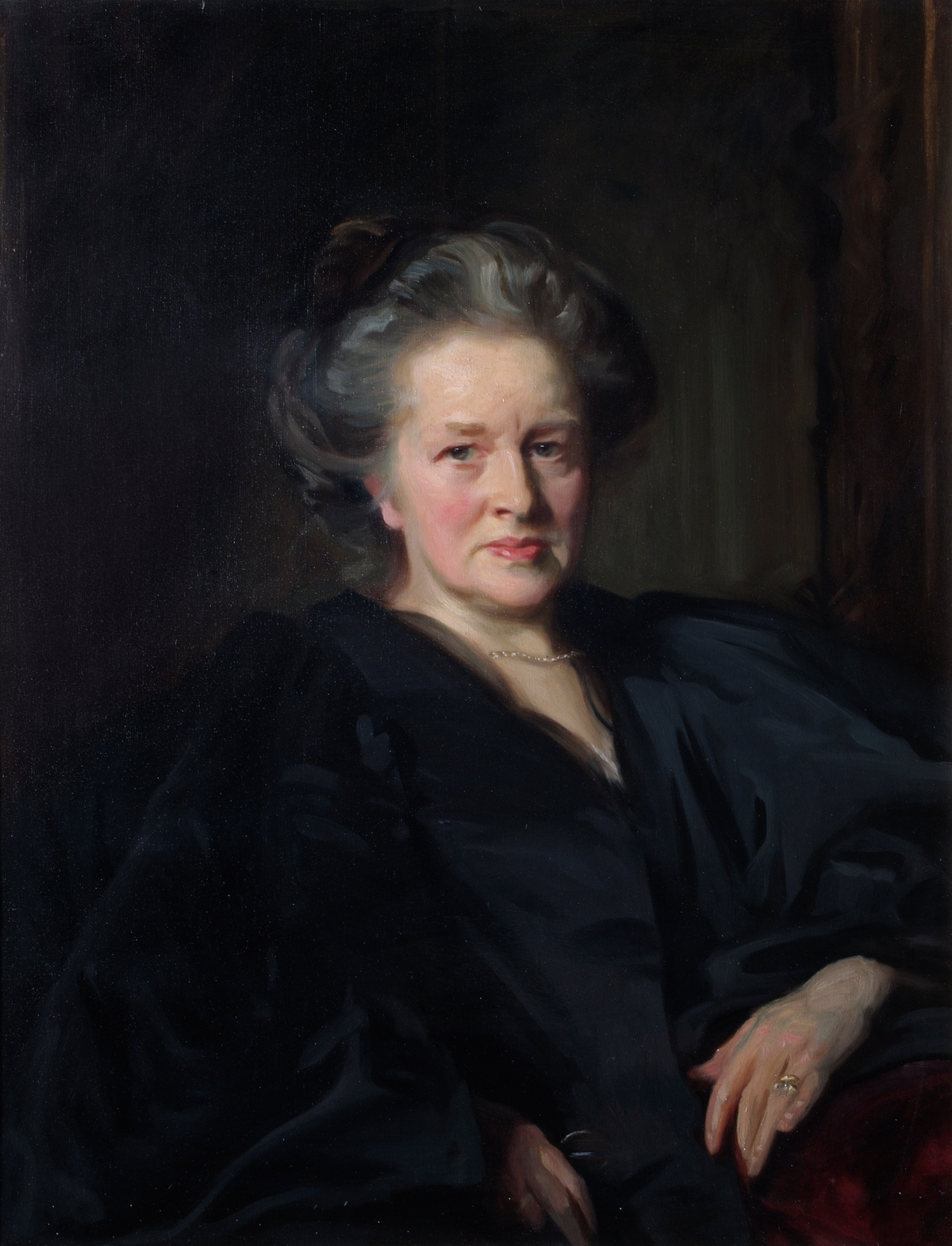
Elizabeth Garrett Andersonová, 1900

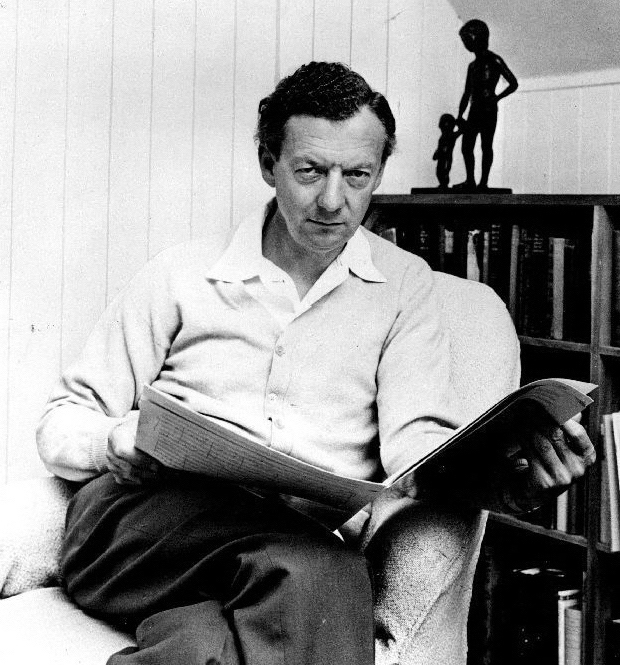
Benjamin Britten, 1968

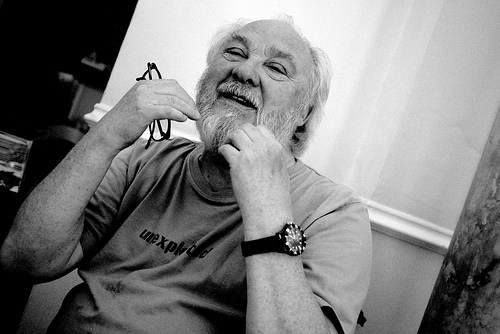
Peter Sinfield, 2010

- Henry Johnson (asi 1659–1719) – „největší stavitel a majitel lodí své doby“ a poslanec za Aldeburgh, 1689–1719
- George Crabbe (1754–1832) – básník narozený v Aldeburghu, vystupuje ve svých básních Vesnice a Městečko. V té se hovoří o rybáři jménem Peter Grimes, o němž napsal Britten stejnojmennou operu.
- Elizabeth Garrett Andersonová (1836–1917) – první žena, která se v Británii kvalifikovala jako lékařka a chirurg, spoluzakladatelka první nemocnice obsluhované ženami, první děkanka britské lékařské školy, první doktorka medicíny ve Francii, první žena v Británii zvolená do školní rady a jako starostka Aldeburghu první starostka a smírčí soudkyně v Británii.
- Annie Hall Cudlipová (1838–1918) – spisovatelka narozená v Aldeburghu
- Agnes Garrettová (1845–1935) – interiérová designérka, bojovnice za ženská práva, založila společnost Ladies Dwellings Company.
- Dame Millicent Fawcettová (1847–1929) – politická aktivistka, feministka a spisovatelka, narodila se v Aldeburghu.
- Montague Rhodes James (1862–1936) – povídkář, paleograf a mediavelista, zakladatel tradice anglických duchařských příběhů. Zasadil děj svého příběhu Výstraha zvědavcům do „Seaburghu“ (Aldeburgh). „Zahrály“ si v něm památky jako pevnůstka Martello a hotel White Lion.
- Joan Crossová (1900–1993) – sopranistka, režisérka a divadelní ředitelka, je pochována na městském hřbitově.
- Gerry Fiennes (1906–1985) – železniční ředitel a autor, starosta Aldeburghu v roce 1976
- Henry Thomas Cadbury-Brown (1913–2009) – architekt
- Benjamin Britten (1913–1976) – do města se přistěhoval v roce 1942. S Erikem Crozierem (1914–1994) a Peterem Pearsem (1910–1986) založil Aldeburský festival a Aldeburský hudební klub. On a Pears se přestěhovali do zdejšího Červeného domu v roce 1957. Benjamin Britten zemřel v roce 1976. Pears o deset let později. Oba leží vedle sebe na hřbitově Kostela svatého Petra a Pavla v Aldeburghu.
- Ruth Rendellová (1930–2015) – autorka thrillerů a psychologických detektivek, stvořila šéfinspektora Wexforda.
- Biskup John Alexander Kirkpatrick Millar (* 1939) – bývalý čestný pomocný biskup londýnské diecéze a spoluzakladatel kurzů základů křesťanské víry, žije v Aldeburghu.
- Sue Lloydová (1939–2011) – modelka a filmová a televizní herečka, hrála Barbaru Hunterovou v TV seriálu Crossroads.
- Christine Trumanová (* 1941) – vítězka tenisového turnaje Roland Garros, finalistka Wimbledonu a US Open, žije v Aldeburghu.
- Malcolm Bowie (1943–2007) – vysokoškolský pedagog, děkan cambridgeské Christ's College v letech 2002–2006
- Peter Sinfield (* 1943) – umělec, básník a hudebník, zakládající člen rockové skupiny King Crimson, žije v Aldeburghu.
- Cevanne Horrocks-Hopayianová (* 1986) – skladatelka, žije v Aldeburghu, na hranici s Thorpenessem.
- Roy Keane (* 1971) – fotbalista, v roce 2009 se stal manažerem Ipswich Town FC a obyvatelem Aldeburghu.
- Miranda Raisonová (* 1977) – herečka, vlastní chalupu v Aldeburghu a je členkou Aldeburského golfového klubu.
- Isabella Summersová (* 1980) – skladatelka, producentka a remixérka, členka indierockové skupiny Florence and the Machine, je rodačkou z Aldeburghu.